# Бронський Андрій Васильович
Андрій Васильович Бронський (нар. 5 (18) жовтня 1910, м. Горлівка, Донецька область — осінь 1942) — український письменник, літературознавець.

## Життєпис
Андрій Бронський народився в місті Горлівка, нині в Донецькій області.
З 1930 навчався в Одеському інституті соціального виховання, Харківському та Київському університетах. Учасник Радянсько-німецької війни, загинув у боях.

## Літературна діяльність
Автор повісті «Море і люди» (1933) — про радянських моряків, статей про творчість Т. Шевченка, О. Пушкіна, М. Некрасова, М. Горького, М. Коцюбинського, М. Островського та інших